# Radeanska Sloboda, Cernihiv
Radeanska Sloboda (în ucraineană Радянська Слобода) este localitatea de reședință a comunei Radeanska Sloboda din raionul Cernihiv, regiunea Cernihiv, Ucraina.

## Demografie
Componența lingvistică a localității Radeanska Sloboda
     Ucraineană (97,22%)
     Rusă (2,4%)
     Alte limbi (0,38%)
Conform recensământului din 2001, majoritatea populației localității Radeanska Sloboda era vorbitoare de ucraineană (97,22%), existând în minoritate și vorbitori de rusă (2,4%).